# Thomas Roberts (Journalist)

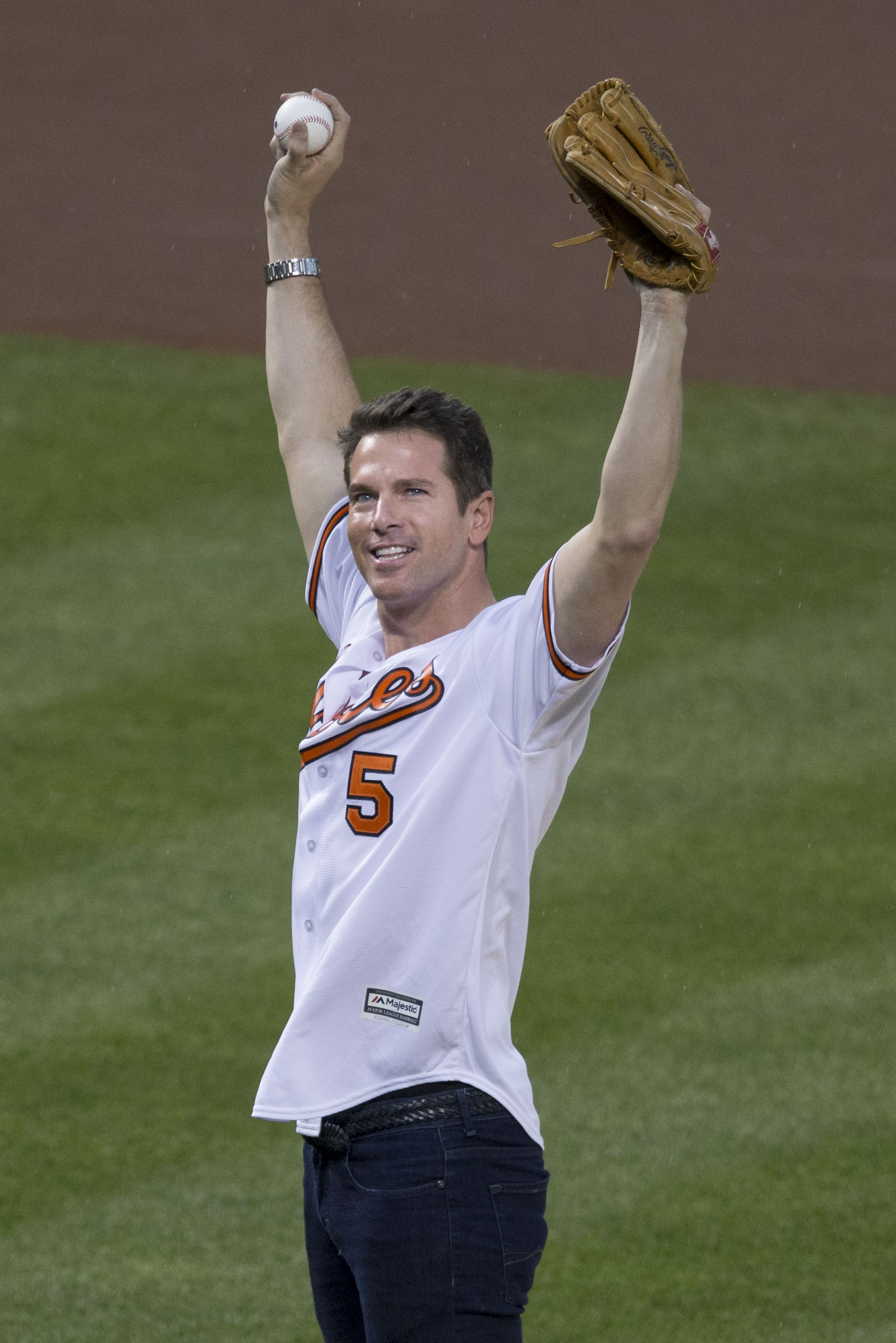
Thomas Roberts

Thomas Roberts (* 5. Oktober 1972 in Towson, Maryland) ist ein US-amerikanischer Journalist.

## Leben
Am Western Maryland College studierte Roberts bis 1994 Kommunikationswissenschaften. Roberts erhielt eine Anstellung als Nachrichtensprecher und Reporter für den Sender Fox bei WFTX-TV in Fort Myers, Florida, und später bei den Sendern WAVY-TV und NBC. Ab 2001 arbeitete Roberts für den US-Sender CNN und danach als Korrespondent für die Sendung CBS News in Los Angeles. Seit 2010 war Roberts als Journalist für den Sender MSNBC tätig. 2013, 2014 und 2015 war Roberts Moderator des Events Miss Universe in Moskau und in Florida.
Seit 2021 ist Roberts mit dem US-Amerikaner Patrick D. Abner verheiratet und erlangte als erster homosexueller Nachrichtensprecher landesweite Beachtung.

## Auszeichnungen und Preise (Auswahl)
- 2002: Nominierung für den Emmy Award für eine investigative lokale Reportage
- 2015: Vito Russo Award: GLAAD Media Award